# Дальстройиндустрия (футбольный клуб)
«Дальстройиндустрия» или ДСИ — российский любительский футбольный клуб из города Комсомольска-на-Амуре Хабаровского края. Основан в 2007 году.
Чемпион зоны «Дальний Восток» ЛФЛ (2015), серебряный призёр (2014), 2-кратный бронзовый призёр, обладатель Кубка Дальнего Востока (2014).

## Клубные цвета
| Белый | Чёрный |

## Руководство
Главный тренер — Виктор Игнатенко (с 2016 года)
Старший тренер — Александр Харасахал (с 2012 года)

## Достижения
- Кубок России по футболу:

1/64 финала (2016).
- ЛФЛ, Первенство Дальнего Востока

Победитель (2015).
- Кубок Дальнего Востока:

Обладатель (2014).
Финалист (2013).
- Чемпионат Хабаровского края:

Победитель (2012).
- Кубок Хабаровского края:

Обладатель — 2 раза (2016, 2017).

## Текущий состав
| 31 | Флаг России | Вр  | Ваньков Максим       | 1996 |  |  |  |  |
| 94 | Флаг России | Вр  | Ильин Валерий        | 1994 |  |  |  |  |
|    |             |     |                      |      |  |  |  |  |
| 3  | Флаг России | Защ | Надыршин Егор        | 1996 |  |  |  |  |
| 5  | Флаг России | Защ | Марьенко Алексей     | 1989 |  |  |  |  |
| 10 | Флаг России | Защ | Илья Дергунов        | 1989 |  |  |  |  |
| 13 | Флаг России | Защ | Михайлов Никита      | 1996 |  |  |  |  |
|    |             |     |                      |      |  |  |  |  |
| 9  | Флаг России | ПЗ  | Каменский Константин | 1992 |  |  |  |  |

| 17 | Флаг России | ПЗ  | Конопацкий Констанин | 1992 |  |  |  |  |
| 19 | Флаг России | ПЗ  | Сиверский Александр  | 1990 |  |  |  |  |
| 33 | Флаг России | ПЗ  | Беляков Алексей      | 1998 |  |  |  |  |
|    |             |     |                      |      |  |  |  |  |
| 7  | Флаг России | Нап | Агеев Николай        | 1995 |  |  |  |  |
| 11 | Флаг России | Нап | Якимовский Андрей    | 1994 |  |  |  |  |

## Рекорды в третьем дивизионе
- Самая крупная победа — 11:0 (2016, «Якутия-РСДЮФШ» Нерюнгри)
- Самая результативная ничья — 2:2 (2011, «Луч-Энергия» (мол.))
- Самое крупное поражение — 1:5 (2012, «Белогорск»)